# Outlast
Outlast è un videogioco survival, horror-psicologico del 2013, sviluppato e pubblicato da Red Barrels, una compagnia indipendente fondata da persone precedentemente coinvolte nello sviluppo di videogiochi celebri quali Prince of Persia, Assassin's Creed, Splinter Cell e Uncharted. Il videogioco è stato pubblicato il 4 settembre 2013 per Microsoft Windows, il 4 e il 5 febbraio 2014, rispettivamente in Nord America e in tutto il mondo, per PlayStation 4, il 19 giugno 2014 per Xbox One e il 31 marzo 2015 per macOS e Linux. Inoltre è uscita una versione per Nintendo Switch il 27 febbraio 2017, il suo successore Outlast 2, è invece uscito il 27 marzo 2017. 
Il 6 maggio 2014 è stato distribuito per Microsoft Windows e PlayStation 4 il contenuto scaricabile Outlast: Whistleblower, una storia che si svolge in contemporanea al gioco principale.

## Trama
La storia è ambientata la notte del 18 settembre 2013, nell'ospedale psichiatrico di Mount Massive, sperduto nelle montagne del Colorado, negli Stati Uniti d'America. Il protagonista è Miles Upshur, un giornalista freelance che, dopo aver ricevuto una soffiata via e-mail da un misterioso whistleblower riguardo al manicomio di Mount Massive, decide di indagare sui fatti che accadono in questo luogo per portare alla luce la verità. Una volta entrato nella struttura, Miles capisce che l'atmosfera non è delle migliori: gente morta, sangue ovunque e non vi è traccia di personale in vita. Si troverà sulla strada dei pazienti chiaramente fuori di testa o impauriti da una presenza invisibile che loro chiamano Walrider. Dopo aver iniziato a girovagare per il manicomio, Miles incontra un agente della Murkoff Tactical Division in fin di vita, che gli dice di scappare dal manicomio poiché è impossibile sopravvivere, quindi di attivare i comandi dalla stanza di sicurezza. Miles capisce che è meglio scappare dalla struttura ma incappa in Chris Walker, il più grosso e cattivo dei pazienti, che lo scaraventa nell'atrio del manicomio. Preso dal panico, Miles prova ad uscire ma sfortunatamente viene drogato e portato nei sotterranei da un paziente vestito da prete, Padre Martin: l'uomo vuole fare di lui un "apostolo" messaggero per rivelare al mondo la presenza del Walrider. Sempre aiutato dal prete e inseguito da Chris, Miles prosegue nel manicomio.
Ben presto, grazie ai documenti trovati nel corso dell'avventura, Miles scopre che i pazienti sono stati sottoposti a degli illegali esperimenti scientifici in cui venivano utilizzate le nanomacchine, riguardanti i sogni lucidi, tramite un apparecchio noto come Motore Morfogenico e ad un ammasso di nanobot che compongono un'entità nota come il Walrider, il quale necessita di un ospite: uno ad uno, i pazienti vengono usati come cavie e collegati al Motore Morfogenico, se non risultano adatti come ospite del Walrider, essi finiscono sfigurati e ancora più fuori di testa. Tali pazienti sono soprannominati "Varianti" hanno preso controllo del manicomio, uccidendo quasi tutti i dipendenti della Murkoff Corporation e costringendo gli altri alla fuga, sterminando persino, grazie al Walrider, le squadre armate dell'omonima organizzazione arrivate sul posto per reprimere la rivolta. Miles capisce che è ora di uscire da questo inferno ma lo attenderà un lungo cammino che sarà sempre più insidioso.
Dopo rocambolesche fughe da celle e fogne, sempre inseguito da Chris Walker, con Padre Martin che compare e scompare ogni volta, Miles viene tratto in salvo da un uomo che gli parla tramite un ascensore montacarichi, fuggendo da alcuni pazienti che cercano di ucciderlo. Salito sul montacarichi, Miles viene messo violentemente fuori gioco dal "Chirurgo" Richard Trager, un uomo scheletrico e mutato, che però riesce a parlare e ragionare in maniera abbastanza normale rispetto agli altri detenuti/pazienti, questo perché egli era uno dei pezzi grossi della Murkoff, prima di essere internato a seguito di un incidente (tale incidente, nei fumetti, si scopre essere dovuto per un'accusa di stupro da una collega che era finita incinta, ma quando Trager l'aggredì, si scoprì non esserci alcun bambino nella sua pancia). Il nostro protagonista è nelle mani più sbagliate che gli potessero capitare: difatti Trager mozzerà due dita al malcapitato Miles. Trager si assenta per un istante e Miles si libera, costretto a scappare anche dal dottore assetato di sangue, che finirà schiacciato nell'ascensore. Raggiunta la parte superiore del manicomio, Miles segue le indicazioni di Padre Martin, scritte sui muri col sangue e, scappando da Chris e perdendo in un momento la telecamera, raggiunge la cappella del manicomio dove Padre Martin si farà bruciare vivo in onore al suo dio, il Walrider, previa crocefissione, spiegando al protagonista che così potrà testimoniare con la telecamera la sua "Rivelazione".
Grazie alla chiave dell'ascensore per l'uscita lasciata da Padre Martin, Miles si accinge a uscire finalmente dal manicomio; purtroppo l'ascensore non si ferma all'uscita, ma ben più sotto, nella vera sede della Murkoff, il luogo degli esperimenti sul Walrider e del Motore Morfogenico. Miles prima incontra ancora una volta Chris Walker, che tenta nuovamente di ucciderlo, venendo però salvato dal Walrider che uccide brutalmente Walker facendolo passare attraverso un condotto dell'aria, riducendolo in mille pezzi. In seguito Miles incontrerà il dottor Rudolf Wernicke, capo di Murkoff, che si pensava morto, rinchiuso in una camera di plastica e vetro, il quale spiega che il Walrider l'ha salvato dalla morte ma non è più in grado di controllarlo e quindi va eliminato. Miles priva quindi Billy Hope (l'ospite del Walrider) dei suoi supporti vitali; a questo punto lo spirito demoniaco combatte contro il protagonista e prima di svanire lo riduce in fin di vita, penetrandogli il torace. Miles, giunto all'uscita ormai sfinito, viene crivellato di proiettili da un gruppo di una seconda squadra di sicurezza della Murkoff sotto gli occhi di Wernicke, uscito dalla sua camera di plastica, onde evitare che riveli in giro di quanto abbia visto. Tuttavia, come Wernicke si accorge, è troppo tardi: il Walrider ha trovato in Miles un nuovo ospite e questi si appresta a uccidere i presenti.

### Outlast: Whistleblower
Whistleblower inizia come un prequel, ma i fatti narrati si svolgono in contemporanea al gioco principale.
Il protagonista è Waylon Park, ovvero l'informatore misterioso che ha inviato la soffiata via e-mail a Miles Upshur. Il gioco comincia nei laboratori sotterranei della Murkoff, Waylon sta scrivendo l'e-mail, al riparo in un angolo buio. Viene improvvisamente chiamato per risolvere un problema col Motore Morfogenico e, al suo ritorno, trova nel suo ufficio l'ispettore della Murkoff, Jeremy Blaire, che ha scoperto la mail di Waylon. Con l'aiuto di alcune guardie, Blaire lo fa internare nel manicomio e lo sottopone a dei test per il Progetto Walrider. Waylon si risveglia in preda a sofferenze e turbe mentali, prigioniero in una cella di plastica e vetro con altri pazienti a guardare un gigantesco monitor per rafforzare i loro sogni lucidi. Poco dopo essersi impossessato della videocamera che lo stava riprendendo, comincerà la rivolta dei pazienti e del Walrider stesso, con Waylon che suo malgrado si ritroverà nel bel mezzo di essa, a dover lottare per salvare la propria vita e scappare dal manicomio di Mount Massive. Come Miles, che arriverà poche ore dopo, Waylon incontra padre Martin e Chris, e verrà seguito e perseguitato anche dal cannibale Frank Manera e il maniaco sessuale Gluskin, che lo stordirà per 12 ore.
Durante il cammino verso l'uscita principale, Waylon ripercorre i luoghi percorsi da Miles all'inizio del gioco originale e vedrà anche alcuni segni del suo passaggio come la cappella di Padre Martin in fiamme e gli agenti Murkoff che rinvengono il cadavere di Trager e corrono nei sotterranei a vedersela con il Walrider. Giunto ormai all'uscita, incontra l'ispettore della Murkoff che lo implora di salvarlo, ma come si avvicina, Jeremy tenta di ucciderlo con un coltello. Fortunatamente arriva il Walrider che lo uccide, liberandogli la strada. Park riesce a scappare con la macchina di Miles, e con un'ultima spinta da parte del Walrider, Park riesce a lasciarsi il manicomio alle spalle.
Poco tempo dopo, Waylon è pronto a caricare il contenuto delle sue registrazioni assieme ad un uomo di nome Simon Peacock, nemico della Murkoff. Nonostante Simon lo invita a riflettere di come sta per mettere a rischio la propria vita e quella dei suoi cari, Waylon decide di postare il video e informare il mondo intero dei tragici e paranormali eventi di cui è stato spettatore.

## Modalità di gioco
Outlast rientra nel genere dei videogiochi indipendenti di horror e, come la maggior parte di questi, la visuale di gioco s'ispira a quella degli sparatutto in prima persona. Il titolo presenta caratteristiche tradizionali della sua categoria d'appartenenza (l'impossibilità di sconfiggere i propri nemici, essere disarmati, costretti a nascondersi o scappare), arricchito da elementi stealth e facoltà peculiari del protagonista, capace di compiere azioni acrobatiche (schivare o saltare vari ostacoli, correre con grande velocità, arrampicarsi, compiere balzi enormi) e farsi strada in cunicoli oscuri per sopravvivere. Il fattore più interessante del gioco è la possibilità di utilizzare una videocamera dotata di infrarossi, l'unico oggetto su cui si può fare affidamento per proseguire nel corso dell'avventura.
Nel gioco ci sono due modalità che si alternano: gli eventi, cioè le animazioni e le fughe dai vari nemici del gioco e il continuo ritrovamento di documenti top-secret, i quali racchiudono informazioni sul Progetto Walrider, sulla struttura e sul personale medico, oltre che dati biografici di alcuni Mutati, e dagli appunti che il protagonista scrive nel suo diario quando registra delle attività. Molte zone della struttura saranno completamente al buio e sarà necessario usare gli infrarossi della telecamera per vedere anche a pochi metri; vitale sarà l'uso di quest'ultima, nonostante le batterie si consumino velocemente nella modalità notte e per questo bisognerà sempre cercarne di nuove.

## Personaggi

### Umani
- Miles Upshur (voce di Shawn Baichoo): il personaggio principale del gioco, lavora come giornalista indipendente. Informato da Waylon Park (il protagonista di Whistleblower) di attività illegali al manicomio di Mount Massive tramite un'e-mail, va a indagare di persona sperando di fare un fantastico servizio giornalistico. Miles non parla mai, limitandosi a urlare, grugnire e respirare pesantemente; si può capire il suo stato d’animo e i suoi pensieri dagli appunti che scrive sul suo taccuino.  Sfrutta la sua telecamera dotata di infrarossi per muoversi all’interno delle aree più buie del manicomio. Nel mezzo del gioco verrà attirato in trappola da un mutato di nome Richard Trager che, fingendosi intenzionato ad aiutarlo, lo trae in trappola, dopo averlo catturato priverà Miles di indice destro e anulare sinistro. Dopo ulteriori peripezie si ritroverà nel laboratorio sotterraneo dove verrà ferito gravemente dagli agenti Murkoff, per impedirgli di raccontare al mondo dei terribili esperimenti portati avanti dalla corporazione a Mount Massive ed il progetto Walrider.  Scopriremo grazie al DLC che proprio il Walrider si sarà impossessato del suo corpo “salvandolo”.
- Padre Martin Archimbaud (voce di Andreas Apergis):Dueteragonista del gioco,dice di essere un prete, ma in realtà si tratta di un semplice paziente.É il capo del culto del Walrider e lo venera come se fosse una divinità tant'è che quando incontra per la prima volta Miles pensa che egli gli ha mandato un apostolo.Non si può certo definire un nemico del protagonista visto che farà di tutto per consigliare la retta via al nostro giocatore, ma neppure uno stretto alleato, visto che è lui a costringere Miles a rimanere nel manicomio dapprima staccando la corrente e poi drogandolo. In definitiva è un personaggio piuttosto ambiguo. Sfrutta il protagonista per il proprio interesse, rendere nota la condizione degli internati.
- Rudolf Wernicke (voce di Marcel Jeannin): uno scienziato di origini tedesche. Partecipò a esperimenti nazisti non meglio specificati e nel 1945 venne portato negli Stati Uniti per essere interrogato, come si evince da un filmato che verrà mostrato nel corso del gioco. Sarebbe coinvolto anche nel progetto MKULTRA. Viene ingaggiato dalla Murkoff per ricerche sulla nanotecnologia, che porteranno alla creazione del Walrider. Malato da lungo tempo di tumore e cieco, verrà guarito dal Walrider, che lo considera come un padre. Al termine del gioco, dopo che la SWAT interviene sul luogo, verrà ucciso proprio dal Walrider, impossessatosi però di Miles.
- Waylon Park (voce di Shawn Baichoo): il protagonista di Whistleblower. Un uomo in prova di due settimane al Mount Massive Asylum. Inizia a provare un profondo odio per la Murkoff, in quanto essa effettua degli esperimenti illegali e crudeli sui pazienti del manicomio. Parla con Miles tramite e-mail e lo avvisa di quanto accade nella struttura, sperando che il mondo esterno potrà conoscere la verità su questo posto. Si tratta in realtà di un ingegnere di software sotto contratto con la Murkoff, il quale ha iniziato a disprezzare i suoi colleghi dopo che le misure di massima sicurezza del manicomio gli hanno impedito di comunicare con sua moglie e i suoi figli. Alla fine riuscirà a fuggire dal manicomio con la macchina di Miles e riuscirà a pubblicare tutti i filmati fatti durante il DLC Whistelblower.
- Jeremy Blaire (voce di Matt Holland): l'ispettore per la Sicurezza della Murkoff Corporation e antagonista principale di Whistleblower. Dopo aver scoperto l'e-mail di Waylon lo fa internare nel manicomio. Successivamente lo si vede mentre distrugge la radio, con la quale Waylon cerca di contattare la polizia e in ultimo tenta di impedire al protagonista di uscire dal manicomio pugnalandolo in pancia, venendo però ucciso dal Walrider.

### Mutati
Oltre ai pazienti del manicomio e ai medici, ci sono anche diversi nemici che si incontrano durante lo svolgimento della trama:
- Chris Walker (voce di Chimwemwe Miller): ex militare, inviato numerose volte in Afghanistan, assunto come guardia a Mount Massive e internato e parte del progetto Walrider per aver aggredito Pauline Glick, una degli agenti Murkoff, e ucciso tre internati. Chris Walker è il primo nemico che si incontrerà nel gioco. Ha 32 anni, un fisico corpulento ed è più alto (2,07 metri) e più forte di quasi tutti gli altri Mutati. Vestito solo di pantaloni e anfibi, le mani e la bocca sono sempre ricoperte di sangue, si è fatto un buco nella testa per ottenere il "terzo occhio". Sarà un vero ostacolo per il nostro Miles, dal momento che gli darà la caccia per tutto il corso dell'avventura. È l'autore di varie morti tra pazienti e guardiani e mette in mostra le teste delle vittime su alcuni scaffali. Data la sua forza sovrumana, può uccidere Miles con un colpo solo e a mani nude oppure come fa con alcuni pazienti, staccandogli la testa. Alla fine, mentre cerca di uccidere Miles, il Walrider lo infila brutalmente dentro un condotto dell'aria, riducendolo in mille pezzi,uccidendolo. Walker farà anche alcune apparizioni in Whistleblower, dove inseguirà Waylon per brevi tratti dopo che Jeremy distrugge la radio.
- I Gemelli (voci di Neil Napier e Alain Goulem): un duo di fratelli gemelli che desidera ardentemente trucidare Miles e Waylon. Sono più razionali rispetto agli altri pazienti del manicomio, ed entrambi dotati di personalità complesse; parlano con il giocatore ma soprattutto vogliono ucciderlo rendendoli una bella spina nel fianco del protagonista. La loro particolarità è che sono completamente nudi, operano sempre in coppia e, pur sembrando strano sono i Mutati più forti (più forti anche di Chris Walker).Si trovano in varie parti del gioco. Sono armati di machete e sono molto silenziosi e cauti nei movimenti. Fanno parte dei "discepoli" di Padre Martin, il motivo per cui offrono al giocatore la possibilità di scappare ai loro machete.
- Richard "Rick" Trager (voce di Alex Ivanovici): un medico dall'aspetto alquanto scheletrico e profondamente mutato, nonostante sia più razionale degli altri Mutati, questo perché era uno dei pezzi grossi della Murkoff. Quando fu accusato di stupro da una collega, questa volle usare il bambino di cui era incinta per provarlo, ma Richard l'aggredì accoltellandola alla pancia, ma si scoprì, con stupore di tutti, che non c'era alcun bambino (come si evince dal seguito e dai fumetti, anche i dipendenti della Murkoff subiscono degli effetti collaterali dai loro esperimenti, uno degli effetti è proprio la pseudociesi). Nella colluttazione, i capelli di Trager finirono impigliati in un tritadocumenti e il suo scalpo venne strappato. Prima di catturare Miles aveva già torturato e ucciso numerosi pazienti, lasciando i corpi disseminati nell'edificio. È armato con delle forbici chirurgiche d'acciaio con cui mozzerà due dita a Miles. In seguito morirà schiacciato da un ascensore. Lo si vede verso la fine di Whistleblower quando gli agenti rinvengono il medico nell'ascensore.
- William "Billy" Hope/Walrider: è l'antagonista principale del gioco. Fulcro degli esperimenti della Murkoff, un insieme di nanomacchine in grado di assumere una forma spettrale di un umanoide. Per controllarlo c'è bisogno di un ospite in grado di avere un buon controllo con i sogni lucidi, coloro che falliscono la "selezione" diventano Mutati: l'unico dei pazienti adatto al ruolo è tale Billy Hope. Si incontrerà molte volte nel gioco, ma solo alla fine diverrà il nemico da sconfiggere; è possibile vederlo grazie agli infrarossi della telecamera, ma alla fine del gioco, quando avrà preso possesso di Miles, lo si potrà vedere anche a occhio nudo. Si vede spesso anche in Whistleblower, e inizialmente insegue Waylon cercando anche di ucciderlo, ma alla fine, dopo che si è impossessato di Miles, che aveva appena ucciso Billy, aiuterà il tecnico a fuggire. Nei fumetti, si scopre che vaga per il mondo a distruggere le stazioni Murkoff.
- Frank Manera (voce di Edward Yankie): comparso solo in Whistleblower come nemico iniziale è un cannibale che si aggira per l'ospedale del manicomio, con indosso solo dei boxer e ricoperto di sangue. Era probabilmente un cuoco finito in circostanze misteriose nel manicomio e poi istigato dai suoi guardiani a nutrirsi di carne umana. Viene inizialmente visto in una cucina mentre spolpa un cadavere a morsi, e si ritrova poi più avanti, cercando sempre di uccidere Waylon. È molto pericoloso in quanto armato di una motosega artigianale. Sarà molto difficile fuggire da lui poiché è capace di sentire il nostro odore. Insieme ai "Fratelli" è l'unico Mutato di cui non si assiste al decesso.
- Eddie (Edward) Gluskin (voce di Graham Cuthbertson): è il secondo antagonista del gioco (solo in Whistleblower) e infesta il blocco della terapia di occupazione del manicomio (si nota che quest'area appare solo nel DLC del gioco). Eddie è un avversario molto forte, in quanto è armato di coltello. Può uccidere Waylon sollevandolo dal terreno e pugnalandolo tre volte nel fianco, ed è possibile ricevere solo un colpo nelle difficoltà più difficili prima di morire. Lo si incontra per la prima volta all'inizio del gioco prima della mutazione, in cui ci dice che solo noi possiamo fermare tutto questo, però successivamente viene bloccato e costretto a entrare nella sfera del Motore Morfogenico. Non si sa come, ma Eddie riuscirà a liberarsi, in quanto lo ritroveremo successivamente nel gioco. La storia di Eddie parte dalla sua infanzia; sia il padre che lo zio hanno abusato di lui in tenera età, ed è stato mandato a Mount Massive in quanto aveva mutilato e brutalmente ucciso delle donne. Eddie, dopo essersi liberato, crea un'altra personalità che il suo aiutante Dennis, un paziente che soffre di personalità multipla, chiama "Lo Sposo"; infatti Eddie è vestito come uno sposo.
- I pazienti: sono i Mutati che sono stati sottoposti agli esperimenti della Murkoff. Sono meno forti rispetto ai nemici precedenti, ma sono anch'essi letali per il protagonista, in quanto armati di mazze chiodate e vari altri oggetti metallici. Si incontreranno molto spesso nel corso del gioco e sono gli avversari più comuni. Alcuni di loro saranno innocui per il protagonista, poiché gli dispensano consigli su come proseguire, o semplicemente, sono troppo impegnati a scappare o ferire gli altri e/o se stessi.
- Simon Peacock (voce di Simon Peacock): un uomo che aiuta Park con la pubblicazione della sua registrazione. All'apparenza un uomo normale che odia profondamente la Murkoff, nei fumetti è rivelato essere il prototipo del Walrider, il primo Mutato.

## Accoglienza

### Critica
| Testata       | Giudizio |
| ------------- | -------- |
| Metacritic    | 80/100   |
| GameSpot      | 7/10     |
| IGN           | 7.5/10   |
| Nintendo Life | 8/10     |

Outlast ha ricevuto quasi completamente giudizi positivi: su Metacritic il gioco ha ricevuto il punteggio di 80/100 per la versione PC, 78/100 per quella di PS4; su GameRankings la versione per PC ha ottenuto un punteggio del 79,95%, mentre quella per PS4 del 77,16%. Il titolo ha ricevuto diversi riconoscimenti all'E3 2013, incluso il premio "La più probabile causa di svenimenti", e il riconoscimento come uno dei migliori titoli dell'E3 2013.

### Vendite
Al 19 ottobre 2016, Outlast aveva venduto oltre 4 milioni di copie in tutto il mondo.